# 於鬼頭岳
於鬼頭岳（おきとだけ、おけとだけ）は、北海道の士別市にある標高1,176.3mの山である。二等三角点「雄鬼頭」が設置されている。

## 概要
北見山地の中央部に位置する主稜線上のオサツナイ岳(1,308m)から西に伸びる支稜線上に馬背山を経て連なる。岩尾内湖からは於鬼頭岳の山体を良く望むことができる。
山名は於鬼頭川の源頭であることに由来し、アイヌ語の「オ・キト（川尻・アイヌねぎ）」が語源とされ川尻にはアイヌネギがあるという。

## 登山
登山道がないため無雪期には藪漕ぎをして登る必要がある。無雪期は天塩川沿いから入る暁雲林道で登り、終点を越えてからは沢登りを経て藪漕ぎをして山頂へ至る。残雪期はイワナ沢川に沿う前天塩3号林道支線の2113林班林道を進んだあとは雪の斜面を登って山頂へ至る。